# Processus zygomatique de l'os temporal
Le processus zygomatique de l'os temporal (ou apophyse zygomatique du temporal) est le long processus osseux qui se détache de la face temporale de la partie squameuse de l'os temporal.

## Description
Le processus zygomatique de l'os temporal nait de la face temporale au-dessus et en avant du méat acoustique externe et divise la face temporale en deux parties : une supérieure et une inférieure.
Le processus est constitué de deux segments : un segment postérieur transversal formant sa base et un segment antérieur libre.
Il nait d'abord latéralement avec ses faces dirigées vers le haut et le bas. En se projetant vers l'avant et en se vrillant vers l'intérieur les deux faces devenant médiale et latérale.
Le bord supérieur de ce processus est long, fin et aigu. Il sert de point d'insertion au fascia temporal.
Le bord inférieur est court, épais et à concavité inférieure. Il sert de point d'insertion pour quelques fibres du muscle masséter.
Sa face latérale convexe est sous-cutanée.
Sa face médiale est concave et est une zone d'insertion du muscle masséter.
Son extrémité antérieure profondément dentelée s'articule avec l'os zygomatique pour former l'arcade zygomatique.
Son extrémité postérieure est reliée à la partie squameuse par deux racines : une antérieure et une postérieure.
La racine postérieure est le prolongement du bord supérieur. Elle est fortement marquée et passe en arrière au-dessus du méat auditif externe et se continue en arrière avec la crête supramastoïdienne (ou susmastoïdienne ou linéa temporalis). La trajectoire de la crête est courbe, concave vers le haut et est en continuité avec la ligne temporale inférieure de l'os pariétal. Elle sert d'insertion au fascia temporal.
La ligne formée par cette crête et le processus zygomatique sépare la face externe de l'écaille en deux zones : une zone supérieure temporale et une zone inférieure basilaire plus petite.
La racine antérieure, en continuité avec le bord inférieur, est courte et large. Elle est dirigée vers l'intérieur et se termine par une éminence arrondie, le tubercule articulaire du processus zygomatique.
Ce tubercule forme la limite avant de la fosse mandibulaire et est recouvert de cartilage. Devant le tubercule articulaire se trouve une petite zone triangulaire qui aide à former la fosse infratemporale. Cette zone est séparée de la surface externe de la partie squameuse par la crête infra-temporale de la grande aile de l'os sphénoïde.
Entre la paroi postérieure du méat auditif externe et la racine postérieure du processus zygomatique se trouve une zone appelée fossette supraméatique qui est une voie d'accès à l'antre mastoïdien.
À la jonction de la racine antérieure avec le processus zygomatique se trouve une saillie pour la fixation du ligament latéral temporo-mandibulaire et à l'arrière se trouve la fosse mandibulaire réceptacle du processus condylien de la mandibule.